# Maurice Gamelin
Maurice Gustave Gamelin (n. 20 septembrie 1872, Paris, Franța – d. 18 aprilie 1958, Paris, Franța) a fost un general al trupelor terestre franceze. Gamelin a rămas cunoscut pentru faptul că a comandat armata franceză (până pe 17 mai 1940) în timpul Bătăliei Franței (10 mai–22 iunie 1940) din timpul celui de-al Doilea Război Mondial și pentru poziția sa hotărâtă în apărarea valorilor republicane. 
Gamelin, care se afla în funcția de comandant suprem al forțelor terestre franceze la începutul celei de-a doua conflagrații mondiale, era considerat ca un militar cu o mare capacitate intelectuală. El era respectat pentru inteligența sa și „modul subtil de gândire” chiar și în Germania, deși unii dintre generalii germani îl considerau rigid și predictibil. În ciuda unor calități evidente și a faptelor sale de arme din timpul primei conflagrații mondiale, comanda sa în timpul zilelor critice din mai 1940 s-a dovedit absolut dezastruoasă. Istoricul și jurnalistul William L. Shirer a afirmat că Gamelin a folosit tacticile din primul război mondial pentru desfășurarea luptelor din cele de-al doilea, dar cu  o vigoare mai scăzută și cu niște reacții întârziate.
Gamelin s-a distins în luptă sub comanda lui Joseph Joffre în timpul Primului Război Mondial. Cei mai mulți istorici militari îl consideră responsabil pentru conturarea planurilor contraatacului francez din 1914 care a dus la victoria din timpul primei bătălii de pe Marna. Gamelin a fost numit în 1933 la comanda trupelor terestre franceze. Din această poziție, el a supravegheat programele de modernizare și mecanizare a trupelor terestre și a supervizat lucrările de finalizarea a Liniei Maginot. 
Édouard Daladier l-a sprijinit pe Gamelin de-a lungul întregii sale cariere datorită refuzului celui din urmă să permită politicii să joace un rol în planificarea și promovarea militară cât și loialității sale față de modelul de guvernare republicană. O asemenea atitudine era foarte importantă atâta vreme cât atât politicienii de stânga (comuniștii) cât cei de dreapta (regaliștii și fasciștii) militau în  mod deschis pentru o schimbare de regim politic în Franța. 

## Tinerețea
Tatăl lui Gamelin, Zéphyrin, a luptat în Bătălia de la Solferino din 1859. Încă din tinerețe, Gamelin a demonstrat că are calități de viitor militar. El a fost membru al unei generații care cultiva  ideea răzbunării împotriva Germaniei, pentru anexarea Alsaciei și Lorenei la sfârșitul războiului franco-prusac din 1870.

## Cariera militară
Gamelin a fost admis la Acedemia militară Saint-Cyr pe 31 octombrie 1891. A terminat cursurile academiei în 1893 ca șef al clasei sale
Și-a început serviciul militar în Regimentul al 3-lea din Tunisia într-o subunitate de tiraliori. După o vreme, a fost mutat într-o brigadă topografică . Gamelin s-a reîntors la Paris în 1897 și a fost admis la prestigioasa École Supérieure de Guerre, pe care a terminat-o al doilea dintre cei mai buni opt. Charles Lanrezac, comandantul adjunct la École Supérieure de Guerre, avea să își amintească că Gamelin era un ofițer tânăr inteligent, cultivat și muncitor, decis să fie promovat în viitor în funcții importante. Gamelin a fost desemnat ofițer al Statului major al Corpului al 15-lea de armată, mai înainte să fie numit la comanda unei companii din cadrul Batalionului al 15-lea de vânători de munte în 1904. S-a făcut rapid remarcat de către superiorii săi pentru modul în care și-a comandat unitate în timpul manevrelor militare. 
În 1909 a publicat Studiu filosofic al Artei Războiului in 1906, care a fost bine primit de critici, care au prezis că autorul avea să devină un teoretician militar important în viitorul apropiat. După scurt timp, el a devenit aghiotant al generalului Joseph Joffre (viitorul mareșal al Franței). Poziția aceasta a fost obținută cu ajutorul lui Ferdinand Foch (un alt viitor mareșal al Franței). Aceste funcții i-au oferit lui Gamelin o cunoaștere solidă a principiilor strategiei și tacticilor militare. 
În 1911, Gamelin a primit comanda Batalionului al 11-lea de vânători de munte din Annecy. În cele din urmă, în martie 1914, Gamelin a fost numit în Cartierul general al lui Joffre (numit în perioada războiului Grand Quartier Général). La începutul războiului, Gamelin a participat la creionarea planurilor care au dus la victoria în prima bătălie de pe Marna. A fost promovat la gradul de locotenent-colonel și a participat la luptele din Alsacia de pe râurile Linge și Somme. A fost promovat la gradul de colonel în aprilie 1916, iar după doar opt luni, ca urmare a rezultatelor bune obținute pe front, a fost înălțat la gradul general de brigadă. A fost numit la comanda Diviziei a 11-a de infanterie în aprilie 1917, rămânând în fruntea ei până la sfârșitul războiului. În regiunea lui Noyon, el a demonstrat  abilități tactice deosebite, câștigând teren fără a pierde în mod inutil vieți (ceea ce a fost atipic acea perioadă a războiului). 
Din 1919 până în 1924, Gamelin a fost șeful misiunii militare franceze în Brazilia.  După aceea, a fost numit comandantul forțelor armate franceze din Levant (Siria și Libanul zilelor noastre). Între anii 1919 – 1931 a fost comandantul Regiunii militare a 30-a din Nancy. În 1931 a fost numit comandant al Statului major al Armatei franceze. În această funcție, Gamelin era informat în 1932 că planurile de mobilizare ale Reichswehr viza efective de trei ori mai mari decât cele franceze, dar nu avea informații cu privire la armamentul acestora, mobilizarea forțelor paramilitare sau despre existența Planului Manstein. Gamelin s-a preocupat neîncetat de pregătirea și dotarea forțelor terestre franceze până la declanșarea celei celei de-a doua conflagrații mondiale în ciuda tuturor greutăților generate de Marea criză economică sau de inerția responsabililor politici față de Reînarmarea Germaniei, (proces care avea să se intensifice după retragerea aliaților din Renania și remilitarizarea regiunii). În momentul izbucnirii războiului în septembrie 1939, Gamelin era considerat unul dintre cei mai buni generali din Europa, fiind respectat și printre comandanții Wehrmachtului.

### Rolul lui Gamelin în  al Doilea Război Mondial
Când a fost declarat războiul în 1939, Gamelin era comandantul Marelui Cartier General cu sediul la Château de Vincennes. Forțele armate franceze au întreprins puține acțiuni militare în timpul perioadei cunoscute ca „Războiul ciudat”, doar câteva divizii traversând frontiera germană în timpul ofensivei din Saar, unde au înaintat cel mult 8 km. Francezii și-au oprit înaintarea mai înainte chiar să fi atins Linia Siegfried, complex defensiv german care nu era finalizat în acel moment. Generalul Siegfried Westphal, ofițer de stat major de pe frontul de vest, avea să afirme mai târziu că, dacă Franța ar fi atacat pe scară largă în septembrie 1939, forțele germane nu ar fi rezistat mai mult de o săptămână sau două. Gamelin a ordonat forțelor franceze să se retragă la adăpostul Liniei Maginot în ciuda faptului că îi anunțase pe polonezi că Franța a străpuns Linia Siegfried, iar ajutorul aliat este pe drum. Gândirea strategică a lui Gamelin prevedea ca francezii să aștepte până când erau complet reînarmate și forțele franco-britanice ajungeau la potențialul maxim, chiar dacă aceasta ar fi însemnat să aștepte până în 1941. El a interzis efectuarea bombardamentelor împotriva regiunii industriale Ruhr, chiar și în cazul în care germanii ar fi acționat în forță. Mobilizarea forțelor terestre franceze a dus în primele săptămâni ale campaniei la dezorganizarea a numeroase fabrici cu producție militară, ai căror muncitori fuseseră chemați în armată. 
Viziunea lui Gamelin asupra defensivei franceze se baza pe idea unei apărări statice de-a lungul frontierei franco-germane, cu componenta sa cea mai importantă pe Linia Maginot. Linia Maginot nu era extinsă însă și de-a lungul frontierei belgiene. În iarna 1939-40, una dintre cele mai friguroase de la începutul secolului al XX-lea, lucrările de extindere ale Liniei Maginot de-a lungul frontierei belgiene au avut un ritm scăzut, iar fortificațiile nu au avut aceeași calitate ca cele deja existente. Gamelin, la fel ca majoritatea membrilor Înaltului Comandament francez, considera că Ardenii reprezintă o barieră naturală de netrecut pentru trupele mecanizate, apărarea acelei zone fiind încredințată unor divizii de rezerviști, care dispuneau de puține fortificații. Cea mai mare parte a trupelor franceze erau masate în zona de nord-vest a țării, de-a lungul frontierei belgiene. După cum aprecia în acel timp generalul de tancuri Hasso von Manteuffel, francezii dispuneau de mai multe blindate, cu o mai bună calitate, dar efectivele acestora erau dispersate în toate unitățile de infanterie. 
Gamelin și-a schimbat părerea de la una a defensivei pure, bazate pe Linia Magiont, la una a unei înaintări agresive spre nord, pentru atacarea forțelor germane din Belgia și Olanda, la o distanță cât mai mare cu putință de frontiera franceză. această strategie, cunoscută cu numele de „Planul Dyle”, lua în considerație planurile defensive belgiene și obiectivele britanicilor. Gamelin a destinat realizării acestui plan cele mai bune și puternice forțe motorizate franceze și întregul Corp Expediționar Britanic. Această modificare de strategie a implicat părăsirea de către francezi a pozițiilor defensive pregătite minuțios de-a lungul unui an de zile în nordul Franței pentru o bătălie purtată pe o linie defensivă belgiană pe care aliații nu o cunoșteau suficient. 
În ciuda rapoartelor cu privire la concentrările de trupe germane, mai mult chiar, în ciuda faptului că data la care germanii aveau să declanșeze atacul era cunoscută, Gamelin nu a întreprins nimic până în mai 1940, preferând să aștepte desfășurarea evenimentelor. Atunci când germanii au declanșat atacul, Gamelin s-a încăpățânat să transfere cele mai bune 40 de divizii de care dispunea, inclusiv Corpul Expediționar Britanic, spre nord, în vederea executării Planului Dyle. 
În primele zile ale Bătăliei Belgiei, un mare număr de avioane aliate au fost atacat când încă erau la sol. Cea mai mare parte a avioanelor aliate fuseseră alocate sprijinirii înaintării franceze spre nord, nu atacării coloanei de aprovizionare a trupelor germane lungă de aproximativ 150 km. În scurtă vreme, franco-britanicii au devenit conștienți de pericolul reprezentat de înaintarea foarte rapidă a germanilor și au început retragerea de pe pozițiile defensive pe care de-abia le ocupaseră în Belgia. Retragerea lor nu a fost însă suficient de rapidă ca să împiedice unitățile germane de tancuri să îi depășească prin flanc. 

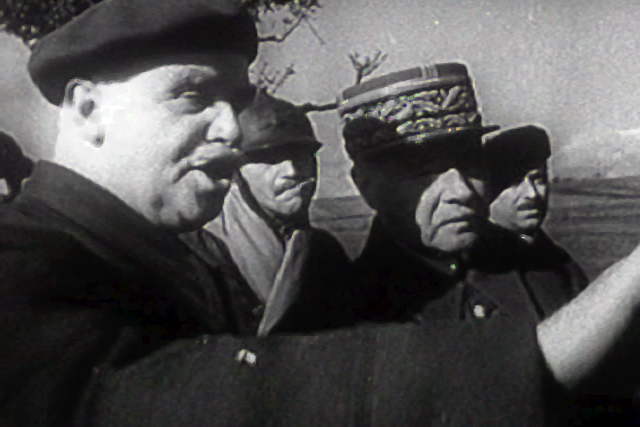
Gamelin (cu chipiu) în filmul lui Frank Capra Divide and Conquer

Unitățile germane care atacau în sud au reușit să traverseze râul Meuse mai repede decât fusese anticipat, asta și datorită bombardamentelor foarte puternice ale Luftwaffe. Deși cele mai multe puncte de trecere ale râului Meuse fuseseră distruse de francezi, un baraj aflat la circa 60 km nord de Sedan rămăsese intact și era apărat doar de o unitate de infanterie ușoară. Barajul a fost rapid cucerit de germani și folosit pentru traversare. În acest timp, artileriștii francezi primiseră ordinul să limiteze canonada pentru ca să evite să rămână fără muniție. În această regiune a frontului, generalul colonel Heinz Guderian a refuzat să se supună ordinelor primite de oprire a înaintării și a continuat în forță atacul. Gamelin și-a retras forțele din zonă, masându-le pentru apărearea Parisului, cucerirea capitalei fiind în considerată în mod greșit principalul obiectiv al germanilor. De fapt, germanii urmăreau izolarea celor mai puternice unități mecanizate franceze printr-o înaintare impetuoasă spre Canalul Mânecii. 
Gamelin a refuzat să considere ca strategia lui a fost greșită și a luat hotărârea să demită douăzeci dintre comandanții de mari unități, pe care îi considera vinovați de dezastrul de pe front. 
În zona de nord a frontului, generalu-maior Erwin Rommel a refuzat la rândul lui să urmeze ordinele de oprire a înaintării și a continuat la rândul lui atacul. Unitățile comandate de el au ajuns la malul mării, la vest de pozițiile Corpului Expediționar Britanic, prinzând în încercuire în regiunile orașelor Arras și Dunkerque unitățile aliate care fuseseră trimise să lupte în Țările de Jos. În timpul înaintării din Franța în Belgia și mai a apoi a retragerii înapoi în Franța, un număr important de vehicule blindate au fost pierdute datorită defecțiunilor tehnice. Aliații nu au mai fost capabili să organizeze un contraatac condus de blindate și să străpungă încercuirea. Ritmul ridicat al înaintării forțelor terestre germane, supremația aeriană asigurată de Luftwaffe , incapacitatea aliaților de a organiza un contraatac și suspiciunile de trădare au subminat pozițiile aliaților într-o asemenea proporție încât britanicii au hotărât să se retragă de pe continent. 338.226 de soldați (inclusiv 120.000 de francezi) au fost evacuați peste Canalul Mânecii în timpul Operațiunii „Dynamo”. Debarcarea unui nou Corp Expediționar Britanic în Normandia, programată pentru iunie, a fost anulată. 
Olandezii au capitulat după cinci zile de luptă, iar belgienii după optsprezece („campagne des 18 jours”), iar francezii au rămas doar cu resturile puternicelor lor forțe armate de la începutul conflictului. Gamelin a fost demis din post la 18 mai 1940 de către Paul Reynaud, cel care îl succedase lui Édouard Daladier în funcția de prim-ministru. În locul lui Gamelin (68 de ani) a fost numit Maxime Weygand (73 de ani), care s-a remarcat prin întârzierea planurilor de contraatac.

### După capitularea Franței
Regimul de la Vichy l-a judecat pe Gamelin pentru trădare. Împreună cu Gamelin au fost dați în judecată în cadrul Proceslui din Riom și alți lideri ai celei de-a Treia Republici Franceze, (Édouard Daladier, Guy La Chambre, Léon Blum Paul Reynaud Georges Mandel și Robert Jacomet). Gamelin a refuzat să răspundă la acuzații, păstrând în schimb o tăcere sfidătoare. În cele din urmă, întreaga procedură penală a eșuat. Gamelin a fost închis în Fort du Portalet în  Pirinei, după care a fost încarcerat de germani împreună cu alți oficiali francezi în castelul Itter din Tirolul de Nord. A fost eliberat de forțele aliate pe 5 mai 1945. 
După război și-a publicat  memoriile cu titlul Servir....
Gamelin a murit la Paris în aprilie 1958 la vârsta de  85 de ani.